# Osiedle Centrum (Nowy Sącz)
Osiedle Centrum – osiedle Nowego Sącza. Graniczy z osiedlami Stare Miasto, Kilińskiego, Przydworcowe, Szujskiego i Wólki.
Ulice osiedla to Aleje Wolności, Długosza (część), Grodzka (numery  nieparzyste), Jagiellońska (część), Matejki (część), Mickiewicza (numery parzyste), Młyńska (część), Morawskiego, Plac Dąbrowskiego, Staszica, Zapolskiej, Żeromskiego.
Osiedle zajmuje część dawnego przedmieścia Większego zwanego Węgierskim, a od 1906 roku Grodzkim. W obecnych granicach od 1990 roku.